# Alan Wakeman
Alan Wakeman (n. 13 octombrie 1947, Hammersmith, Londra de vest) este un saxofonist cunoscut pentru activitatea cu Soft Machine în 1976, pe albumul Softs. Este văr al claviaturistului Rick Wakeman.